# Merklín (okres Plzeň-jih)
Merklín (německy Merklin) je obec v okrese Plzeň-jih mezi Přešticemi a Staňkovem. Přeštice jsou rovněž příslušnou obcí s rozšířenou působností. V obci žije přibližně 1 200 obyvatel, rozloha obce je 1701 ha. Obec ležící mezi hřebeny návrší v nadmořské výšce 385–420 m je rozdělena na dvě části říčkou Merklínkou, vytékající z Merklínského rybníka. Merklín sousedí na severu se Zeměticemi, na severovýchodě se Soběkury, na východě s Horušany, na jihovýchodě s Otěšicemi, na jihozápadě s Kloušovem a na západě s Lhotou. Merklín býval v minulosti městysem.

## Historie
Název možná pochází ze jména „Merkl“, německé podoby jména Marek nebo Markvart.
První písemná zmínka o obci je z roku 1356. V minulosti se v okolí těžily zinek a stříbro. V roce 1895, za panství Eduarda Pálffyho, mělo panství osm hospodářských dvorů, ke kterým příslušelo 1155 ha polí, 229 ha luk a 62 ha pastvin. Dvory jsou uvedeny na mapách I. vojenského mapování. Součástí dvora v Merklíně je zachovalá barokní sýpka zdobená lizénovými rámy.
Roku 1945 byl Merklín osvobozen americkou armádou. Tuto skutečnost připomíná socha vojáka na náměstí.

## Kulturní památka – Českobratrský sbor

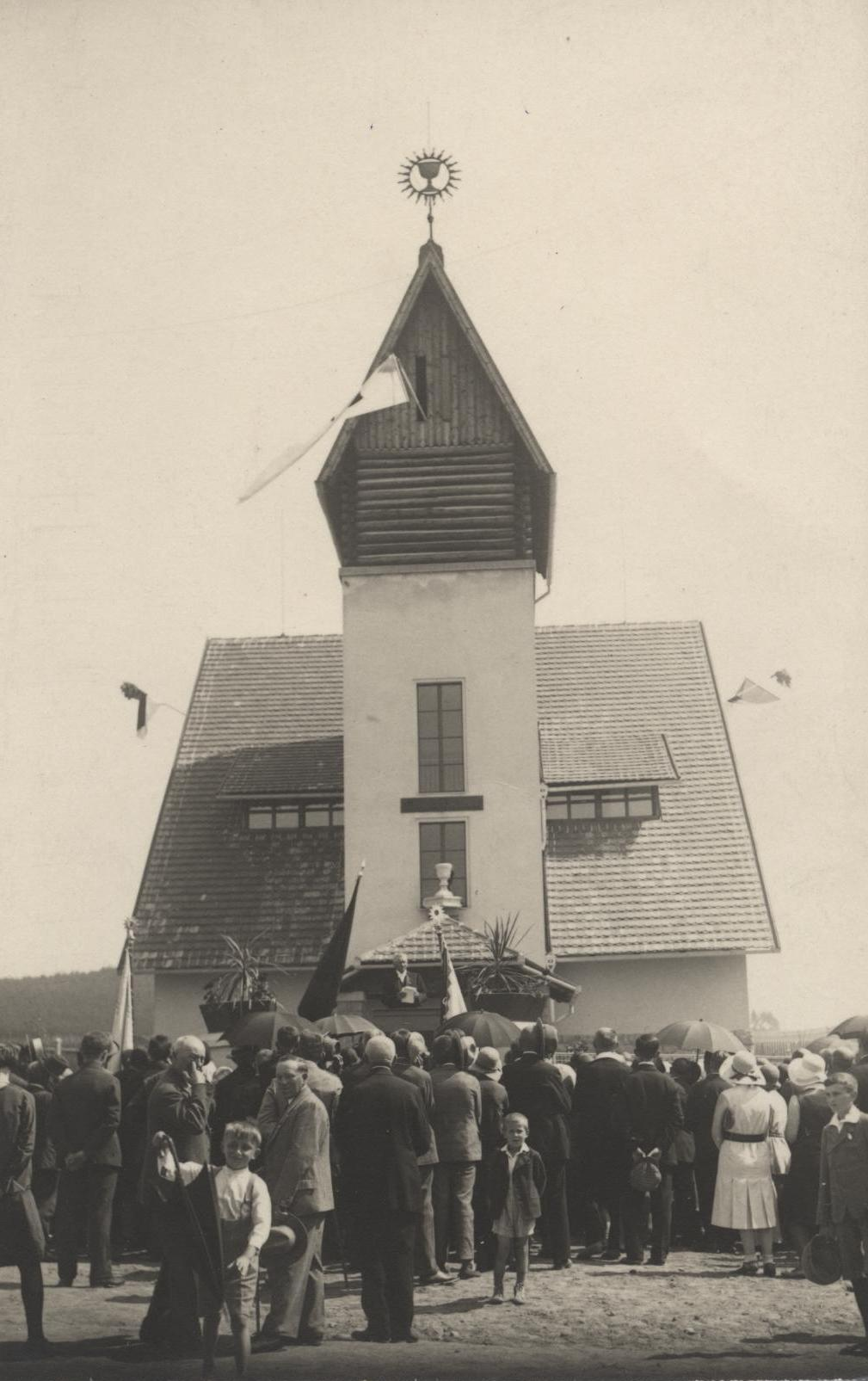
Slavnost otevření chrámu Mistra Jana Husa – 14. 6. 1931

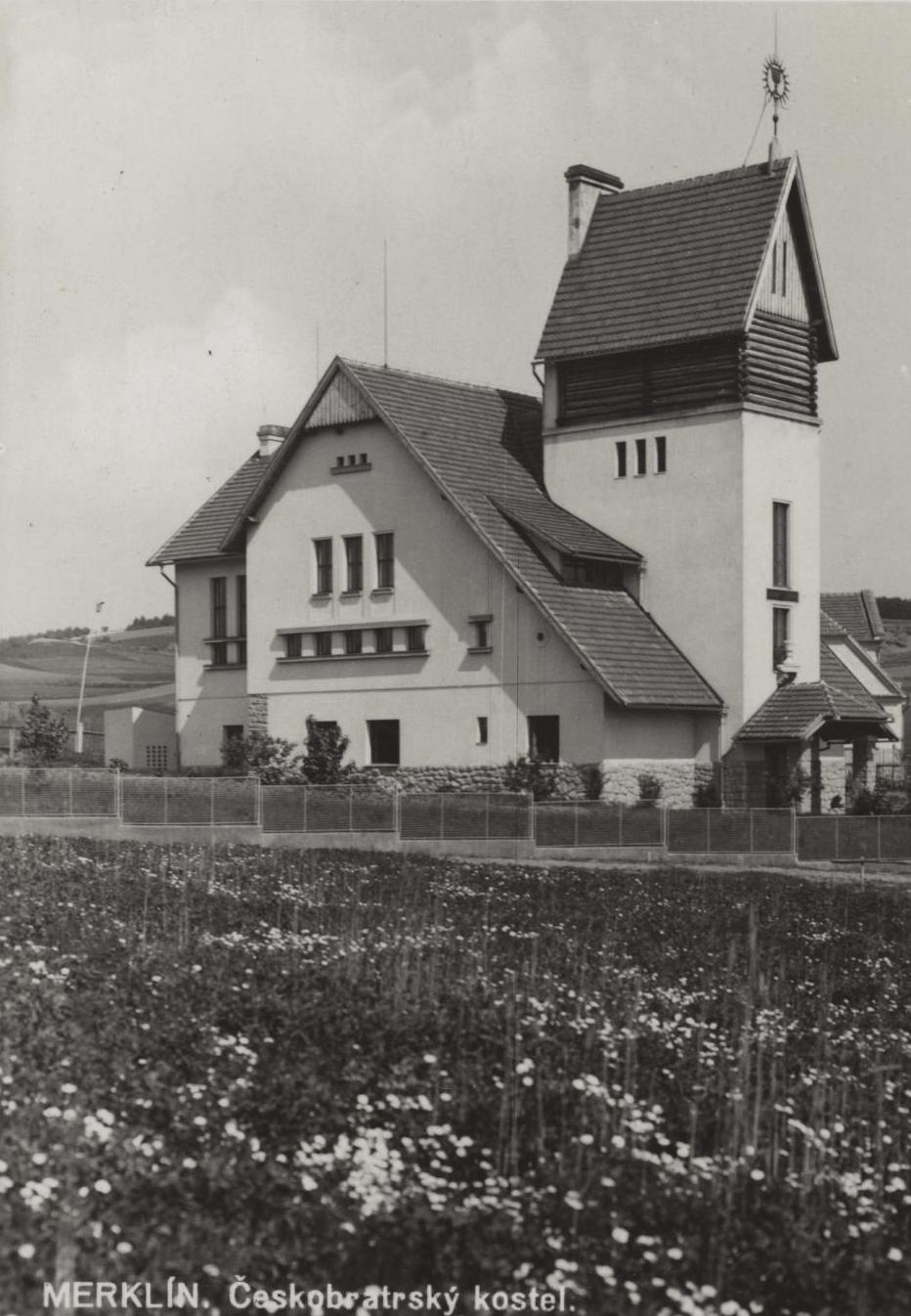
Novostavba chrámu v roce 1931

Od 10. 6. 1998 je památkově chráněn objekt (kat. č. 1000162771) zdejšího evangelického Českobratrského sboru. Je využíván farním sborem Českobratrské církve evangelické.
- Diakonie Českobratrské církve evangelické zde provozuje několik zařízení denní i stálé péče a také speciální školu s internátem, který je umístěn v budově tzv. staré školy.

## Další pamětihodnosti
- Farní kostel sv. Mikuláše, barokně upravený gotický kostel
- Na jižním okraji vesnice stojí původně barokní merklínský zámek. Byl postaven okolo roku 1670 na místě starší tvrze. Později byl za Jana Karla Krakovského z Kolovrat klasicistně přestavěn na konci první čtvrtiny devatenáctého století.[8] Dochovaná podoba je výsledkem úprav z doby po druhé světové válce, kdy zámeckou budovu začal využívat místní národní výbor.[9]
- Venkovský zámek s parkem
- Kostel sv. Vavřince
- Židovský hřbitov

## Obyvatelstvo
Vývoj počtu obyvatel a domů dokumentuje tabulka:
| Rok            | 1869 | 1880 | 1890 | 1900 | 1910 | 1921 | 1930 | 1950 | 1961 | 1970 | 1980 | 1991 | 2001 |
| -------------- | ---- | ---- | ---- | ---- | ---- | ---- | ---- | ---- | ---- | ---- | ---- | ---- | ---- |
| Počet obyvatel | 1378 | 1539 | 1636 | 1842 | 1789 | 1759 | 1443 | 1032 | 1119 | 957  | 885  | 919  | 929  |
| Počet domů     | 173  | 188  | 214  | 236  | 251  | 254  | 258  | 272  | 339  | 264  | 253  | 302  | 345  |

## Osobnosti
- Anna Terezie Báslová-Kvapilová (1846–1919), rodačka z Merklína. Matka dramatika a libretisty Jaroslava Kvapila.[10]
- Antonín Rýdl (1885–1960), herec a divadelní režisér
- Otto Seydl (1884–1959), český astronom, ředitel Státní hvězdárny

## Části obce
- Merklín
- Kloušov
- Lhota

V letech 1960–1971 k obci patřila i Buková.

## Občanská vybavenost
V obci se nacházejí dva hostince, tři prodejny potravin a autobusová stanice. 

## Kultura
V obci se každoročně koná výstava bonsají a tzv. Merklínské letní slavnosti. Prochází tudy i naučná stezka Bijadla.

### Zmínky v literatuře
O Merklíně se zmiňuje Jaroslav Hašek v knize Osudy dobrého vojáka Švejka za světové války:
Vzpomínám na zlaté časy
když mě houpal na klíně
bydleli jsme toho času
u Domažlic v Merklíně.

## Podoba obce ve 21. století

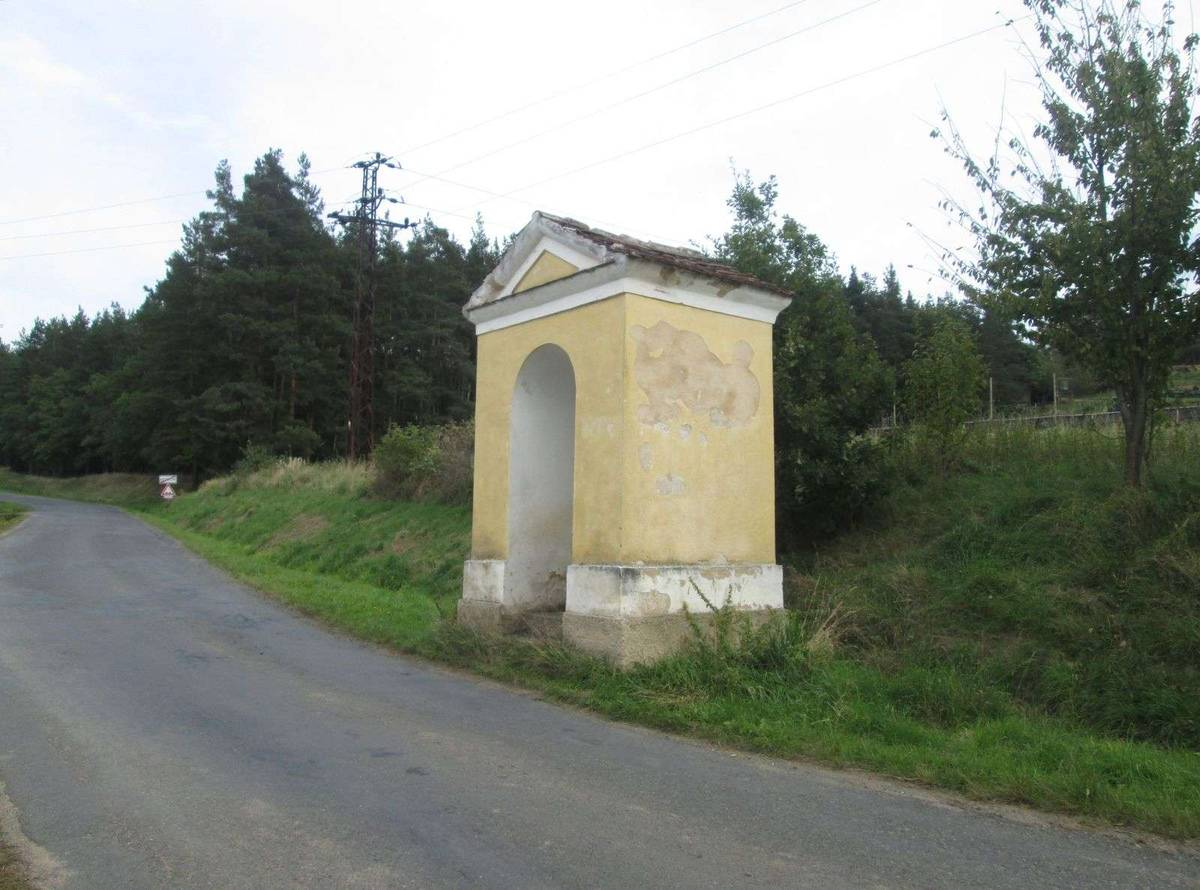
Kaplička u vsi
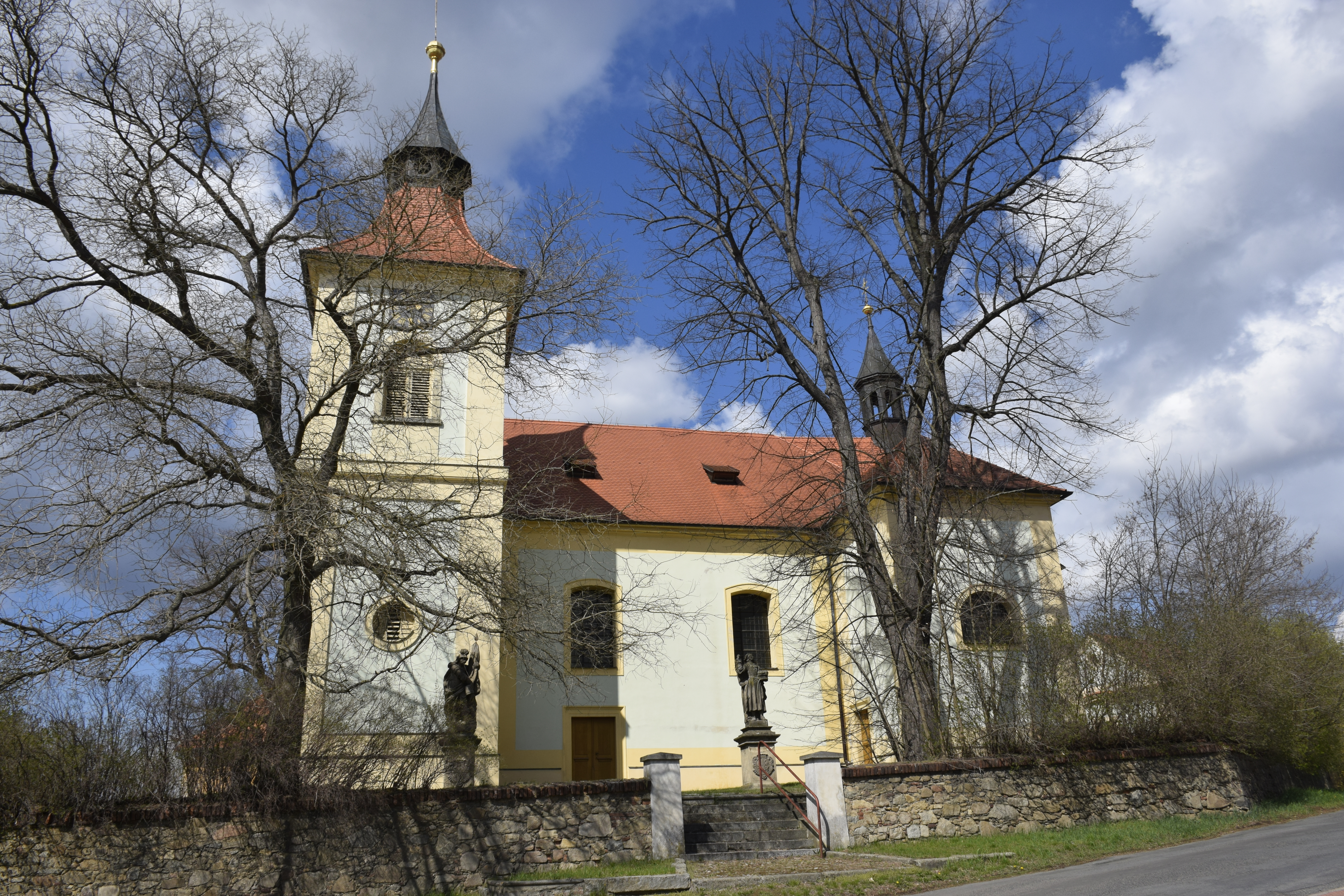
Kostel
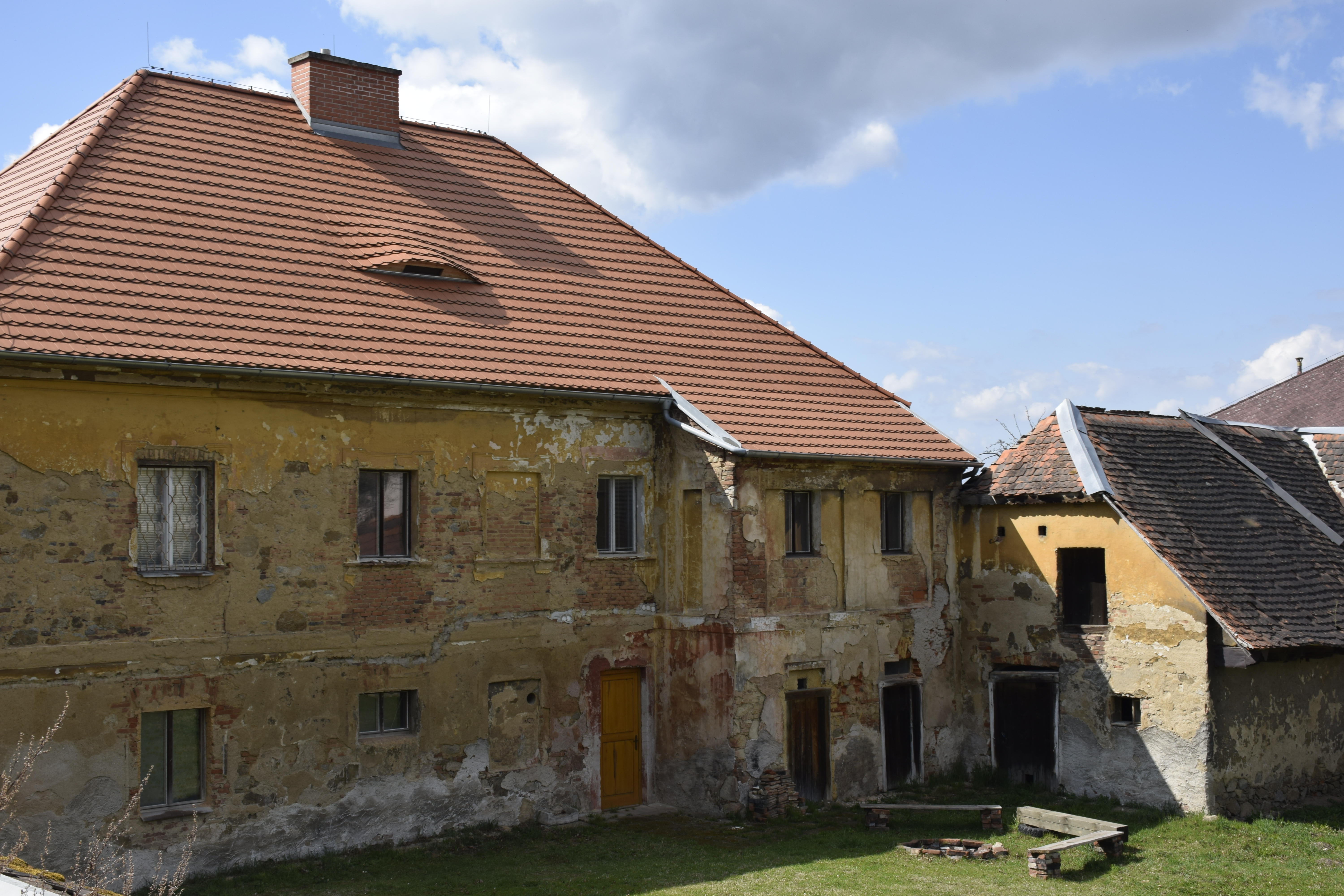
Budova
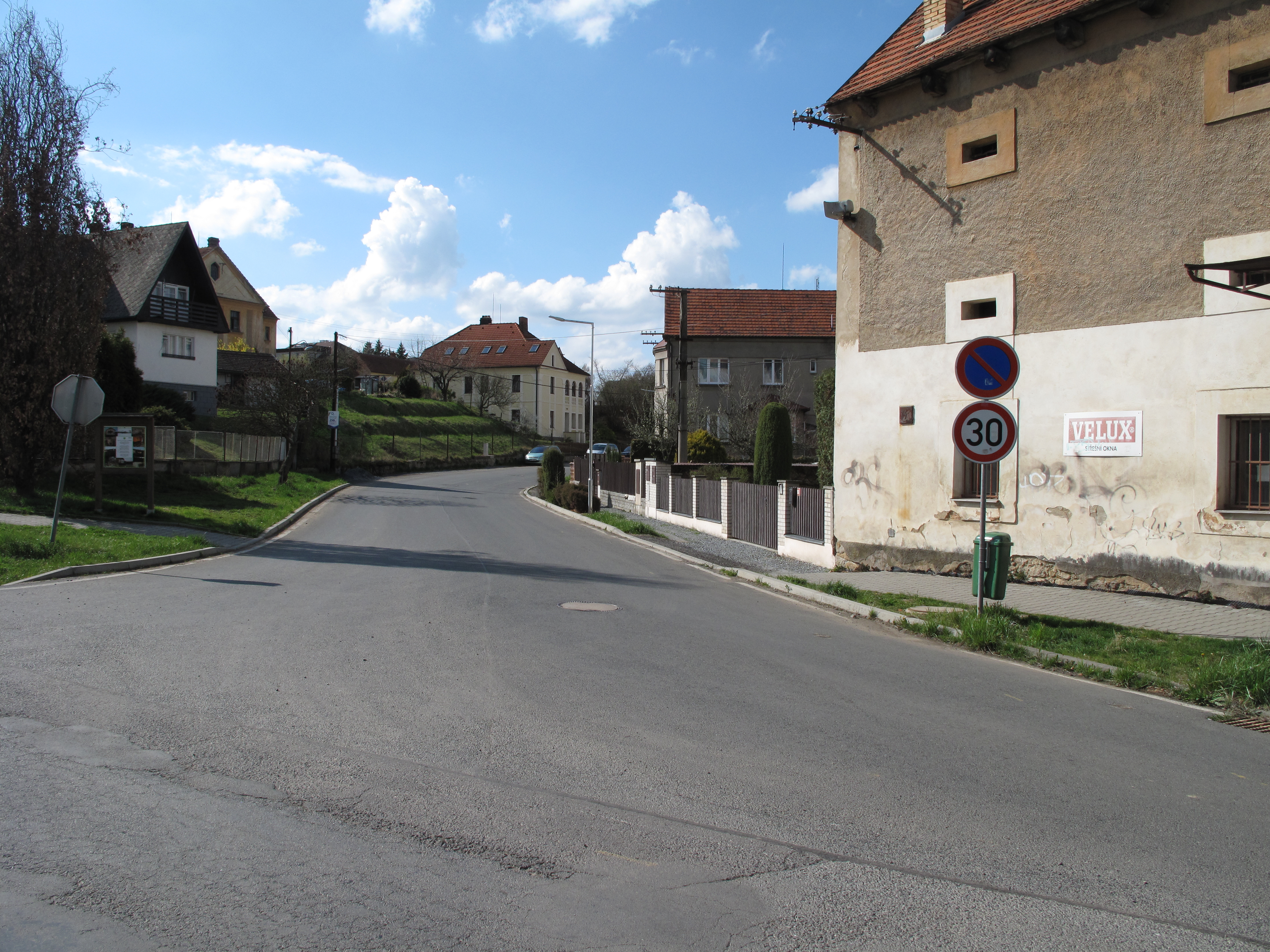
Ulice